# Hakea stenophylla
Hakea stenophylla är en tvåhjärtbladig växtart. Hakea stenophylla ingår i släktet Hakea och familjen Proteaceae.

## Underarter
Arten delas in i följande underarter:
- H. s. notialis
- H. s. stenophylla